# 屏東市民代表會
22°39′47″N 120°29′31″E / 22.662942°N 120.491881°E
屏東縣屏東市民代表會（簡稱：屏東市民代表會）是臺灣屏東縣屏東市的最高民意機關，位於屏東市台糖二街21號。
目前為第二十屆市民代表會，自2022年12月25日就任，當前主席為中國國民黨籍的蕭國亮，副主席為無黨籍的林韋呈。

## 歷史
- 1952年1月10日，屏東市奉令改制為縣轄市，召開第一屆代表會成立大會，屏東市民代表會成立，舊址位於林森路123號公廳舍運作議事。

- 2011年8月1日，遷移至屏東糖廠區（義勇里）台糖2街21號，毗鄰屏東市公所，往後民眾洽公更為便利。[1]

## 市民代表會職權
- 一．議決市規約。
- 二．議決市預算。
- 三．議決市臨時稅課。
- 四．議決市財產之處分。
- 五．議決市公所組織自治條例及所屬事業機構組織自治條例。
- 六．議決市公所提案事項。
- 七．審議市決算報告。
- 八．議決市民代表提案事項。
- 九．接受人民請願。

### 市民代表個人之職權
- 一．選舉權：選舉正、副主席之權。
- 二．罷免權：罷免正、副主席之權。
- 三．發言權：議案討論時可發言表示意見之權。
- 四．質詢權：定期大會得向行政單位提出質詢之權。
- 五．提案權：經代表兩人以上連署，得提出議案之權。
- 六．表決權：對議案表示贊成或反對之權。[2]

## 本屆代表會
屏東市民代表為公民直選，共劃分4個選區，共有23席，第二十屆屏東市民代表任期由2022年12月25日至2026年12月24日止。各區應選市民代表人數：
- 第一選區（中區）：（1席）
端正里、武廟里、大同里、泰安里、文明里、光榮里 、民權里、大埔里、必信里、崇禮里、崇智里、維新里
- 第二選區（東區）：（5席）
扶風里、楠樹里、金泉里、勝豐里、慶春里、安樂里、平和里、長春里、橋南里、橋北里、豐榮里、豐源里、豐田里、大連里、瑞光里、歸心里、湖西里、湖南里
- 第三選區（南區）：（8席）
大洲里、前進里、清溪里、崇武里、大武里、永昌里、永順里、永光里、長安里、安鎮里、凌雲里、鵬程里、新生里、永安里、頂宅里 、頂柳里、新興里、公館里 、龍華里、玉成里、大湖里、厚生里、建國里、擇仁里、一心里、光華里、義勇里、萬年里
- 第四選區（北區）：（9席）
廣興里、空翔里 、崇蘭里、潭墘里、勝利里 、永城里、斯文里、興樂里、華山里、北勢里、明正里、太平里、北興里、溝美里、中正里、仁愛里、三山里、海豐里、仁義里、和興里、信和里

| 第二十屆市民代表（任期：2022年12月25日至2026年12月24日） | 第二十屆市民代表（任期：2022年12月25日至2026年12月24日） | 第二十屆市民代表（任期：2022年12月25日至2026年12月24日） | 第二十屆市民代表（任期：2022年12月25日至2026年12月24日） |
| 選區                                                     | 政黨                                                     | 姓名                                                     | 備註                                                     |
| -------------------------------------------------------- | -------------------------------------------------------- | -------------------------------------------------------- | -------------------------------------------------------- |
| 第一選區（中區）                                         | 中國國民黨                                               | 林玉井                                                   |                                                          |
| 第二選區（東區）                                         | 中國國民黨                                               | 李玉萍                                                   |                                                          |
| 第二選區（東區）                                         | 中國國民黨                                               | 傅建雄                                                   |                                                          |
| 第二選區（東區）                                         | 民主進步黨                                               | 王芬里                                                   |                                                          |
| 第二選區（東區）                                         | 民主進步黨                                               | 饒怡君                                                   |                                                          |
| 第二選區（東區）                                         | 無黨籍                                                   | 吳漢霖                                                   |                                                          |
| 第三選區（南區）                                         | 中國國民黨                                               | 林金展                                                   |                                                          |
| 第三選區（南區）                                         | 中國國民黨                                               | 嚴詠馨                                                   |                                                          |
| 第三選區（南區）                                         | 中國國民黨                                               | 林淑香                                                   |                                                          |
| 第三選區（南區）                                         | 民主進步黨                                               | 林仁傑                                                   |                                                          |
| 第三選區（南區）                                         | 民主進步黨                                               | 李秀䅿                                                   |                                                          |
| 第三選區（南區）                                         | 無黨籍                                                   | 曾文章                                                   |                                                          |
| 第三選區（南區）                                         | 無黨籍                                                   | 林郭麗絨                                                 |                                                          |
| 第三選區（南區）                                         | 無黨籍                                                   | 邱水吉                                                   |                                                          |
| 第四選區（北區）                                         | 中國國民黨                                               | 謝雪鳳                                                   |                                                          |
| 第四選區（北區）                                         | 中國國民黨                                               | 蕭國亮                                                   | 主席                                                     |
| 第四選區（北區）                                         | 中國國民黨                                               | 任峻賢                                                   |                                                          |
| 第四選區（北區）                                         | 中國國民黨                                               | 李彥妮                                                   |                                                          |
| 第四選區（北區）                                         | 民主進步黨                                               | 古富財                                                   |                                                          |
| 第四選區（北區）                                         | 民主進步黨                                               | 張耀文                                                   |                                                          |
| 第四選區（北區）                                         | 民主進步黨                                               | 李漢鐘                                                   |                                                          |
| 第四選區（北區）                                         | 無黨籍                                                   | 林韋呈                                                   | 副主席                                                   |
| 第四選區（北區）                                         | 無黨籍                                                   | 錢權宏                                                   |                                                          |

## 外部連結
- 屏東市民代表會 （页面存档备份，存于）
- 屏東市公所 （页面存档备份，存于）